# Източен бетонг
Източен бетонг (Bettongia gaimardi) е вид бозайник от семейство Плъховидни кенгурута (Potoroidae). Видът е почти застрашен от изчезване.

## Разпространение
Разпространен е в Австралия.